# D1 Tower
Вежа D1 — 80-поверховий житловий будинок в Культурному Селі в Дубаї, ОАЕ. Має висоту 284 метри, спочатку конструкція передбачала шпиль, який мав збільшити загальну висоту будівлі до 350 метрів.
Будівництво планувалося завершити у 2011, проте завершено лише у 2015, причому запропонований шпиль так і не збудовано, від нього довелося відмовитись. Будинок є «двійником» найвищого житлового будинку у світі — вежі Q1 Tower в Австралії.